# تپه کله سواری
تپه کله سواری مربوط به عصر مس و سنگ - دوره اشکانیان است و در شهرستان کرمانشاه، بخش ماهیدشت، دهستان چغانرگس، شرق روستای کله سواری واقع شده و این اثر در تاریخ ۷ اسفند ۱۳۸۶ با شمارهٔ ثبت ۲۱۷۲۵ به‌عنوان یکی از آثار ملی ایران به ثبت رسیده است.